# Anisopleura qingyuanensis
Anisopleura qingyuanensis är en trollsländeart som beskrevs av Zhou 1982. Anisopleura qingyuanensis ingår i släktet Anisopleura och familjen Euphaeidae. IUCN kategoriserar arten globalt som livskraftig. Inga underarter finns listade i Catalogue of Life.